# Resolution 1219 des UN-Sicherheitsrates
Die UN-Sicherheitsratsresolution 1219 wurde am 31. Dezember 1998 einstimmig verabschiedet. Sie verurteilt die Untätigkeit bezüglich der Aufklärung des Schicksals der Besatzung und Passagiere von United Nations Flight 806, der am 26. Dezember 1998 abgestürzt ist. Der Rat äußert Besorgnis über das Verschwinden von Flugzeugen über von der UNITA kontrolliertem Gebiet in Angola und missbilligt mangelnde Kooperation bei der Aufklärung dieser Vorfälle. Die Resolution fordert den UNITA-Anführer Jonas Savimbi auf, sofort auf die Appelle der UN zu reagieren und die Suche nach Überlebenden des Flug 806 zu ermöglichen. Falls bis zum 11. Januar 1999 keine Kooperation erfolgt, sind weitere Maßnahmen vorgesehen. Zudem wird an alle Länder erinnert, die Sanktionen gegen die UNITA gemäß vorherigen Resolutionen umzusetzen.